# Раухенебрах
Раухенебрах (њем. Rauhenebrach) општина је у њемачкој савезној држави Баварска. Једно је од 26 општинских средишта округа Хасберге. Према процјени из 2010. у општини је живјело 3.030 становника. Посједује регионалну шифру (AGS) 9674187.

## Географски и демографски подаци
Раухенебрах се налази у савезној држави Баварска у округу Хасберге. Општина се налази на надморској висини од 320 метара. Површина општине износи 61,1 km². У самом мјесту је, према процјени из 2010. године, живјело 3.030 становника. Просјечна густина становништва износи 50 становника/km².